# Nazionale maschile under 18 di pallacanestro della Repubblica Democratica del Congo
La nazionale di pallacanestro congolese Under-18 è una selezione giovanile della nazionale congolese di pallacanestro, ed è rappresentata dai migliori giocatori di nazionalità congolese di età non superiore ai 18 anni.
Partecipa a tutte le manifestazioni internazionali giovanili di pallacanestro per nazioni gestite dalla FIBA.

## Partecipazioni

### FIBA AfroBasket Under-18
- 2004 - 10°
- 2010 - 10°
- 2016 - 6°
- 2018 - 5°